# Tullio Serafin
Tullio Serafin (1. září 1878, Rottanova di Cavarzere – 3. února 1968, Řím) byl italský dirigent, patřil mezi nejvýznamnější operní dirigenty své doby.

## Život a činnost
Narodil se v obci Rottanova di Cavarzere poblíž Benátek. V 11 letech se s rodinou přestěhoval do Milána. Zde později hrál na violu v orchestru divadla La Scala pod vedením Artura Toscaniniho a v průběhu času se stal jeho zástupcem. Před dosažením věku dvaceti let debutoval jako dirigent při představení Donizettiho Nápoje lásky (pod pseudonymem Alfio Sulterni, což je anagram jména Tullio Serafin).
Když se Toscanini rozhodl odstěhovat do New Yorku, zaujal Serafin jeho místo hudebního ředitele La Scaly. Tento post zastával v letech 1909–1918, s přestávkami let 1914–1917 během první světové války. Později ještě krátce v letech 1946/1947. V roce 1924 se stal dirigentem Metropolitní opery v New Yorku, kde setrval více než deset let a provedl 683 představení. Poté byl jmenován uměleckým ředitelem Operního divadla v Římě.
Během své dlouhé kariéry nahrával s mnoha významnými operními zpěváky jako Rosou Ponselle, Joan Sutherlandovou, Marií Callas či Renatou Tebaldiovou. V roce 1960 s orchestrem Římské opery nahrál Verdiho Otella s kanadským tenoristou Jonem Vickersem. Často spolupracoval se zpěváky Ernestem Dominicim (s nimiž vždy udržoval vztahy hlubokého přátelství a několikrát byl jejich hostem v Turíně a Římě) a Beniaminem Giglim.
Serafin byl velmi uznáván v Buenos Aires. Během 9 sezón v Kolumbově divadle (Teatro Colón) v letech 1914–1951 dirigoval 368 představení 63 různých operních titulů. Mnoho z nich byla zřídka uváděná díla skladatelů jako Alfano, Catalani, Giordano, Massenet, Montemezzi, Monteverdi, Pizzetti, Respighi, Rimskij-Korsakov a Zandonai ad a často rozšiřoval svůj repertoár dirigováním premiér oper současných autorů, jako Alban Berg, Paul Dukas a Benjamin Britten ad.
Řídil také nová díla významných italských a amerických skladatelů, jako jsou Franco Alfano, Italo Montemezzi, Deems Taylor a Howard Hanson. V roce 1913 řídil první operní představení ve Veronské aréně (Aida, ke stému výročí narození Giuseppe Verdiho).
Tullio Serafin byl především operním dirigentem. Ve své dlouhé kariéře vytvořil rozsáhlý operní repertoár, který zahrnoval 243 oper, od Belliniho, Rossiniho a Donizettiho až po skladatele dvacátého století. Pouze výjimečně se věnoval instrumentálnímu symfonickému repertoáru, avšak stále na vysoké úrovni. Měl také pověst vyhledávače mladých operních talentů. Jeho největším objevem byl nepochybně objev řecké zpěvačky Marie Callasové, Rosa Ponselle, Enrico Caruso a Titta Ruffo. Pro 20. století znovuobjevil díla jako Belliniho Normu, poté, co ji nechal Rosu Ponselle studovat dva roky. Prosadil uvedení Bergova Vojcka (Wozzeck) v Římě v roce 1942, což bylo thedy projevem značné odvahy.
Mnoho oper ve 30. a 40. letech, které řídil, bylo přenášeno rozhlasem v době zlatého věku tohoto média. Jeho odhodlání dokazuje také jeho aktivní účast na vzniku filmu z roku 1940 režiséra Giacomo Gentilomo věnováného EIAR Tady je rádio!.
Po velmi dlouhé kariéře, která trvala šest desetiletí, a kdy spolupracoval s Enricem Carusem i Lucianem Pavarottim, zemřel v Římě v roce 1968.

## Soukromý život
Serafin byl ženatý s operní zpěvačkou Elenou Rakowskou, s níž měl dceru Vittorii Serafinovou (1916–1985).
Jeho manželka zemřela 4. listopadu 1964 v Římě.